# Kupeharpalus
Kupeharpalus – rodzaj chrząszczy z rodziny biegaczowatych i podrodziny Harpalinae.

## Morfologia
Ciało długości od 5 do 8,5 mm. Grzbietowa część głowy i tułowia bez uszczecinionych mikropor. Żuwaczki bardzo długie, zaostrzone wierzchołkowo. Labrum silnie lub umiarkowanie poprzeczne o wierzchołku prostym lub nieco obrzeżonym pośrodku. Skronie niepowiększone. Czułka owłosione od nasadowej połowy 3 członu. Bródka z zębem środkowym umiarkowanie krótszym od bocznych płatków. Przyjęzyczki dłuższe lub długości języczka. Głaszczki ostatnim segmentem wrzecionowatym, wierzchołkowo nieściętym. Przedostatni segment głaszczków wargowych o 3 szczecinkach na przedniej krawędzi. Przedplecze poprzeczne, o podstawie prostej lub obrzeżonej, węższe lub równe nasadzie pokryw. Tarczka widoczna. Wierzchołek płatka przedpiersia owłosiony. Uda tylnych odnóży z 2 długimi szczecinami na tylnej krawędzi. Rzędy uszczecinonych punktów nieobecne na 3, 5 i 7 międzyrzędzie i 2 międzynerwiu pokryw. Seria pępkowatych uszczecinień na 9 międzyrzędzie podzielona na dwie grupy, z których tylna ciągła. Wentryty 2 i 3 u samców bez uszczecinionych dołeczków, a 5 i 6 u obu płci bez krótkich szczecinek i tylko z jedną parą szczecinek o zmiennej pozycji. Aedeagus w widoku bocznym umiarkowanie do silnie łukowatego, a w grzbietowym symetryczny. Grzbietowy obszar błoniasty aedeagusa szeroki, sięgający prawie do bulwy podstawowej. Dysk wierzchołkowy obecny lub nieobecny. Woreczek wewnętrzny uzbrojony lub nieuzbrojony.

## Występowanie
Przedstawiciele rodzaju są endemitami Nowej Zelandii.

## Taksonomia
Rodzaj opisali w 2005 roku André Larochelle oraz Marie-Claude Larvière w 53 tomie Fauna of New Zealand. Gatunkiem typowym został Kupeharpalus barrattae.
Opisano dotąd 3 gatunki z tego rodzaju:
- Kupeharpalus barrattae Larochelle et Lariviere, 2005
- Kupeharpalus embersoni Larochelle et Lariviere, 2005
- Kupeharpalus johnsi Larochelle et Lariviere, 2005